# Alfred Kohler (historik)
Alfred Kohler (* 1943, Vídeň) je rakouský historik raného novověku a emeritní profesor Vídeňské univerzity. Zabývá se zejména dějinami habsburské dynastie, potažmo Svaté říše římské a Španělska.

## Život
Alfred Kohler se narodil roku 1943 ve Vídni. Studoval historii a geografii na Vídeňské univerzitě. V roce 1967 získal doktorát, v roce 1980 habilitoval a od roku 1992 působil jako řádný profesor novějších dějin v historickém ústavu Vídeňské univerzity. V letech 1999–2004 a 2004–2006 zastával na své fakultě úřad děkana. Je mimo jiné také korespondenčním členem Rakouské akademie věd.

## Publikace

### Monografie
- Das Reich im Kampf um die Hegemonie in Europa, 1521–1648. München: Oldenbourg, 1990. ISBN 3-486-55461-1.
- Karl V., 1500–1558: Eine Biographie. München: C. H. Beck, 1999. ISBN 3-406-45359-7.
- Ferdinand I., 1503–1564. Fürst, König und Kaiser. München: C. H. Beck, 2003. ISBN 3-406-50278-4.
- Columbus und seine Zeit. München: C. H. Beck, 2006. ISBN 3-406-54212-3.
- Expansion und Hegemonie. Internationale Beziehungen, 1450–1559. Paderborn: Schöningh, 2008. ISBN 978-3-506-73721-2.
- Von der Reformation zum Westfälischen Frieden. München: Oldenbourg, 2011. ISBN 978-3-486-59803-2.

### V českém překladu
- Ferdinand I. (1503–1564). Kníže, král a císař. Překlad Karel Pacovský. České Budějovice: Veduta, 2017. 332 s. ISBN 978-80-88030-25-6.